# Бративоешти (Мехединци)
Бративоешти (рум. Brativoești) насеље је у Румунији у округу Мехединци у општини Бала. Oпштина се налази на надморској висини од 276 m.

## Становништво
Према подацима из 2002. године у насељу је живело 184 становника, од којих су сви румунске националности.